# Camauro
Camauro (lat. camelaucum, grč. kamelauchion) je tradicionalna papinska zimska kapa od crvenog baršuna s rubovima od bijelog hermelina. Camauro smiju nositi samo pape i samo zimi. Veoma je slična pokrivalima srednjovjekovnih znanstvenika. U Uskrsnom tjednu camauro je tradicionalna čisto bijela.

## Povijest
Camauro se od 12. stoljeća redovito nalazio u papinskim garderobama, a nosili su je pape sve do 20. stoljeća. Od pape Pavla VI. nije nošena sve do 21. prosinca 2005. kada ju je papa Benedikt XVI. stavio ga na glavu uoči Božića. Posljednji papa koji ju je nosio prije Benedikta XVI. bio je papa Ivan XXIII. Camauro se nalazio na brojnim portretima papa kroz povijest.

## Galerija
- Julije II.
(1503.–1513.)
- Urban VIII.
(1623.-1644.)
- Benedikt XIV.
(1740.–1758.)
- Klement XIII.
(1758.–1769.)